# Sergueï Krasnikov
Sergueï Vladilenovitch Krasnikov (en russe : Серге́й Владиле́нович Кра́сников) était un physicien russe né en 1961, mort en 2024. Titulaire d'un doctorat en physique et en mathématiques de l'Université d'État de Saint-Pétersbourg, il travaillé à l'Observatoire de Poulkovo à Saint-Pétersbourg, en Russie.
Il est plus particulièrement connu pour ses contributions en physique théorique, notamment en ce qui concerne le développement du tube de Krasnikov, et ses applications sur la causalité, les courbes fermées de genre temps et les voyages hyper-rapides,,,.
Il a été recruté en 2001 en tant que maître de recherche au laboratoire interdisciplinaire Starlab (en) dans le cadre d'un projet centré sur la possibilité du voyage dans le temps sous des conditions physiques réalistes,,.
En 2002, il a participé à la 11e Conférence britannique sur les fondements de la physique (UK Conference on the Foundations of Physic) organisée par la Faculté de philosophie de l'Université d'Oxford au cours de laquelle il a présenté l'article "Time machine (1988-2001)".